# Молелистовёртки
Молелистовёртки (лат. Choreutidae) — семейство чешуекрылых.

## Описание
Бабочки мелкие и средние по величине. Размах крыльев 9—20 мм. Голова покрыта прилегающими чешуйками на лбу и приподнятыми в области темени и затылка, с глазками. Нижнегубные щупики изогнуты вверх Хоботок хорошо развит. Усики нитевидные. Крылья широкие, задние нередко шире передних. Общий фон крыльев темный. Рисунок образован изогнутыми поперечными перевязями, пятнами и точками, а также металлически блестящими штрихами и пятнами.
Гусеницы скелетируют листья травянистых и древесных растений из семейств сложноцветные, розоцветные, березовые, ивовые, вязовые, тутовые, крапивные, бурачниковые, губоцветные. Развиваются группами под общей сетью из шелковины, или в листьях, свернутых в трубку. У некоторых родов гусеницы в младших возрастах минируют. Куколки с рядами шипиков на тергитах брюшка. Бабочки активны в дневное время.

## Ареал
Распространение всесветное, с изобилием видов в тропиках, особенно в Юго-Восточной Азии. Семейство насчитывает до 400 видов.

## Классификация
- Millieriinae
  - Millieria Ragonot, 1874
  - Phormoestes Heppner, 1982
  - Nyx Heppner, 1982
- Brenthiinae
  - Brenthia Clemens, 1860
    - =Microaethia Chambers, 1878

  - Litobrenthia Diakonoff, 1978
- Choreutinae
  - Alasea Rota, 2008
  - Anthophila Haworth [1811]
  - Asterivora Dugdale, 1979
  - Caloreas Heppner, 1977
  - Choreutis Hübner [1825]
    - =Choreutidia Sauber, 1902
    - =Hemerophila Fernald, 1900
    - =Allononyma Busck, 1904
    - =Macropia Costa, 1836

  - Hemerophila Hübner, [1817]
  -  ?Melanoxena Dognin, 1910
  - Peotyle Diakonoff, 1978
  - Prochoreutis Heppner, 1981
  - Rhobonda Walker, 1863
  - Saptha Walker, 1864
    - =Badera Walker, 1866
    - =Chordates Snellen, 1877

  - Tebenna Billberg, 1820
    - =Porpe Hübner, 1825

  - Telosphrantis Meyrick, 1932
  - Tortyra Walker, 1863
    - =Choregia Zeller, 1877
    - =Walsinghamia Riley, 1889

  - Zodia Heppner, 1879